# Bufonia
Bufonia es un género de plantas  perteneciente a la familia de las cariofiláceas. Comprende 56 especies descritas y   de estas, solo 32 aceptadas.

## Descripción
Son hierbas o arbustos anuales o perennes. Hojas opuestas, subuladas, exstipuladas. Flores pequeñas, agrupadas en espigas o panículas cimosas. Sépalos 4, escarios-marginados. Pétalos 4, enteros. El fruto en cápsula  comprimida lenticular. Semillas  en forma de herradura.

## Taxonomía
El género fue descrito por Carlos Linneo y publicado en Species Plantarum 1: 17, 123. 1753.  La especie tipo es: Bufonia tenuifolia L.  

## Especies
| - Bufonia alta Gilli - Bufonia anatolica Chrtek & Krísa - Bufonia calderae Chrtek & Krísa - Bufonia calyculata Boiss. & Balansa - Bufonia capitata Bornm. - Bufonia capsularis Boiss. & Hausskn. - Bufonia chevalieri Batt. - Bufonia duvaljouvii Batt. & Trab. - Bufonia elata Boiss. - Bufonia enervis Boiss. - Bufonia ephedrina Sam. ex Rech.f. - Bufonia hebecalyx Boiss. - Bufonia koelzii Rech.f. - Bufonia kotschyana Boiss. - Bufonia leptoclada Rech.f. - Bufonia macrocarpa Ser. - Bufonia macropetala Willk. | - Bufonia micrantha Boiss. & Hausskn. - Bufonia multiceps Decne. - Bufonia murbeckii Emb. - Bufonia oliveriana Ser. - Bufonia pabotii Chrtek & Krísa - Bufonia paniculata Dubois - Bufonia parviflora Griseb. - Bufonia perennis Pourr. - Bufonia ramonensis Danin - Bufonia sintenisii Freyn - Bufonia stapfii Bornm. - Bufonia stricta (Sm.) Gürke - Bufonia takhtajanii Nersesian - Bufonia tenuifolia L. - Bufonia tenuifolia Moc. & Sessé ex Ser. - Bufonia virgata Boiss. |